# Юдейські старожитності
«Юде́йські старожи́тності» (лат. Antiquitates Judaicae) — другий великий твір Йосипа Флавія. Написано його було у 93 чи 94 роках грецькою мовою. Твір складається з 20-ти книг і є переказом єврейської історії, викладеної в книгах Старого Заповіту, а також подальших подій, аж до початку юдейської війни 66–71 р., у якій автор брав участь особисто, і якій присвячено його однойменний твір. Твір став відомий значною мірою завдяки частині названій «Testimonium flavianum» (лат. testimonium — свідчення), у якій згадується ім'я Ісуса з Назарету.